# Federazione di hockey su ghiaccio dell'Azerbaigian
La Federazione azera di hockey su ghiaccio (aze. Azərbaycan Buzüstü Xokkey Federasiyası, HFRA) è un'organizzazione fondata nel 1991 per governare la pratica dell'hockey su ghiaccio in Azerbaigian.
Ha aderito all'International Ice Hockey Federation il 6 maggio 1992.